# ويليام بيتر راندال
ويليام بيتر راندال هو مغني وكاتب أغاني كندي، ولد في 27 نوفمبر 1964.